# Тенью
Тенью́ (фр. Thénioux) — коммуна во Франции, находится в регионе Центр. Департамент — Шер. Входит в состав кантона Вьерзон-2. Округ коммуны — Вьерзон.
Код INSEE коммуны — 18263.

## География
Коммуна расположена приблизительно в 185 км к югу от Парижа, в 75 км южнее Орлеана, в 40 км к северо-западу от Буржа.
Через территорию коммуны протекает река Шер и в настоящее время заброшенный канал Берри.

## Население
Население коммуны на 2008 год составляло 314 человек.
| 1962 | 1968 | 1975 | 1982 | 1990 | 1999 | 2008 |
| ---- | ---- | ---- | ---- | ---- | ---- | ---- |
| 504  | 507  | 529  | 584  | 600  | 602  | 614  |

## Администрация
| Период | Период | Фамилия     | Партия                              | Примечания |
| ------ | ------ | ----------- | ----------------------------------- | ---------- |
| 1995   | 2001   | Рене Бугеро |                                     |            |
| 2001   | 2014   | Поль Пьетю  | Французская коммунистическая партия |            |

## Экономика
В 2007 году среди 384 человек в трудоспособном возрасте (15-64 лет) 250 были экономически активными, 134 — неактивными (показатель активности — 65,1 %, в 1999 году было 68,4 %). Из 250 активных работали 224 человека (137 мужчин и 87 женщин), безработных было 26 (9 мужчин и 17 женщин). Среди 134 неактивных 27 человек были учениками или студентами, 58 — пенсионерами, 49 были неактивными по другим причинам.

## Фотогалерея

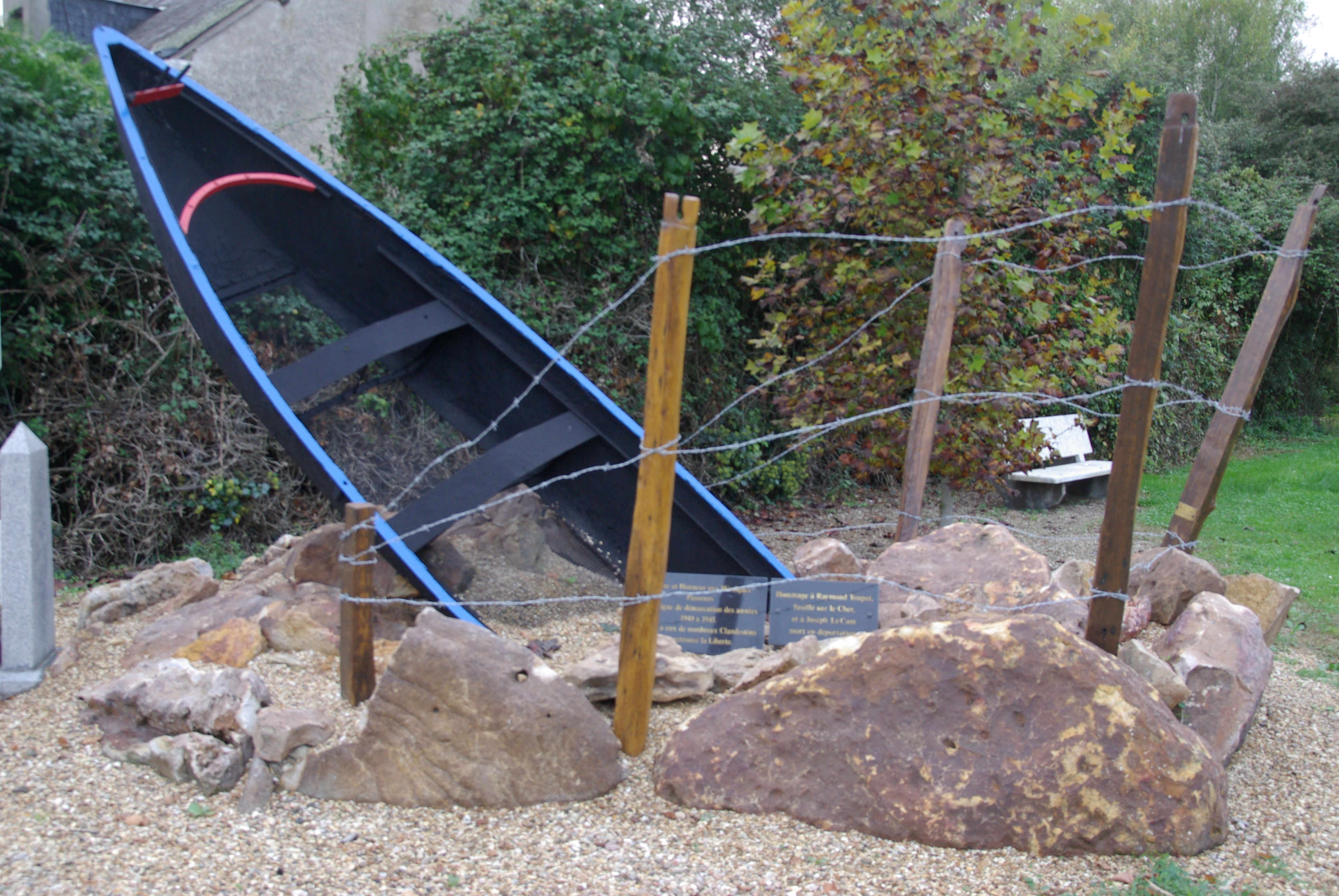
Монумент «Мужество — Свобода»
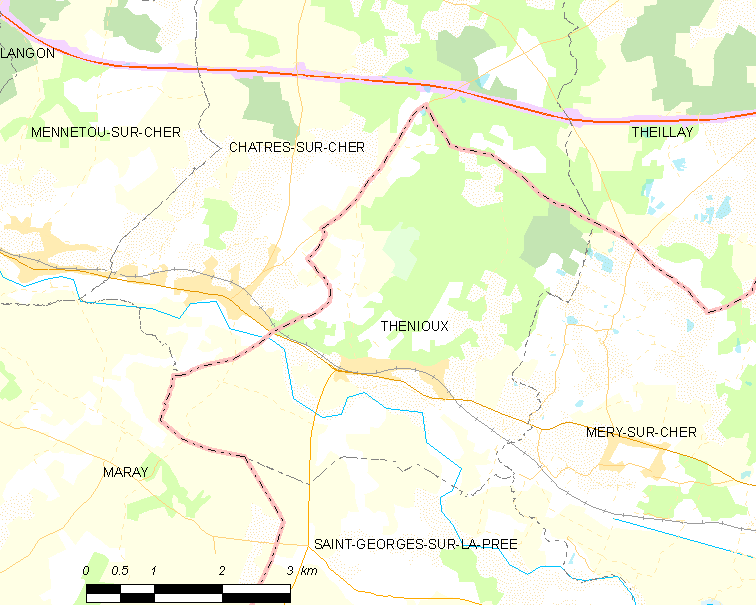
Карта коммуны